# MIDI検定
MIDI検定（みでぃけんてい）とは、一般社団法人音楽電子事業協会が主催する検定試験である。

## 試験目的
電子音楽の事実上の標準規格であるMIDIを理解し、活用できる人材を育成する。

## 受験資格
- 1級：2級実技試験合格者
- 2級実技：2級筆記試験合格者
- 2級筆記：3級合格者

## 試験ランク

### 1級
- 楽譜からの音楽情報を正確かつ表現力豊かに作品として創造するプロレベルの技能を持つ人材

### 2級
- 音楽制作現場で実務レベルとして、MIDIに関する制作や監修に携わることが出来る人材

### 3級
- MIDIの基本知識を理解し、音楽情報を数値化したり、数値化されたデータを音楽情報として捉えることの出来る人材

### 4級
- オーディオとMIDIの違いなどを理解し、パソコンなどを使用した音楽の楽しみ方など、ミュージックメディアに関する知識をもった人材

## 試験範囲

### 2級筆記
- 機材と環境設定
- ハードウェア及びソフトウェア規格
- 楽譜情報、ノート情報、コントロール情報
- エフェクト、音源知識
- 同期
- マルチメディア知識

### 3級
- MIDIとは
- データバイトとステータスバイト
- ノートデータ、コントロールデータ
- システムエクスクルーシブ
- GMなど
- リスト表示による演奏情報とスコア

### 4級
- デジタルとアナログの違い
- オーディオとMIDIの違い
- パソコンでの音楽データの扱い
- CD-R/RW等に関する知識
- ディスクメディアや保存方法、簡単なOSの知識など
- MIDIの応用と簡単な音楽知識

## 2級実技試験

### 内容
1. 各自コンピュータ、音源、入力用キーボードを1台ずつ貸与
2. 課題曲のデータ及びスコアが支給される
3. 任意のシーケンサーソフトを用いて、課題データの欠落個所、間違いを修正し、修正したデータをSMFにして提出する

### 意味
1. 制作仕様書に沿ったデータ制作が可能かどうか
2. データが譜面 通りに作成されているか
3. 作業時間が平均的なレベルであるかどうか
4. 提出データのフォーマットが正しいか

## 1級試験
- 課題曲スコア（楽譜）をMIDIデータならびにオーディオCDとして完成させる
- 試験会場は無く、自宅など任意の環境にて各自制作を行い、郵送で提出する
- 採点は、MIDIデータを評価する一次審査と、表現力を評価する二次審査の二段階方式で行う

### 一次審査の審査基準
- 課題曲スコアのそれぞれの音が、正確にSMFに反映されているかどうか
- SMF自体のフォーマットが正常かどうか

### 二次審査の審査基準
- 一次審査のデータをもとに作成されたオーディオCDが、課題曲の意図をくみ取り、音楽的に表現されているかどうか

## 試験時間
- 1級 (10日間 正味20時間相当）
- 2級実技試験（120分)
- 2級筆記試験（90分）
- 3級（60分）
- 4級（300分の講義と50分の試験）

## 受験料
- 1級：¥18,000
- 2級実技：¥12,000
- 2級筆記：￥5,000
- 3級：￥3,000

上記はすべて消費税別。
※4級は各4級検定認定指導者の開催する講座によって異なる。